# Asterope garega
Asterope garega är en fjärilsart som beskrevs av Karsch 1892. Asterope garega ingår i släktet Asterope och familjen praktfjärilar. Inga underarter finns listade i Catalogue of Life.